# اسکتاوپا (آلاباما)
اسکتاوپا (به انگلیسی: Escatawpa) یک منطقهٔ مسکونی در ایالات متحده آمریکا است که در شهرستان واشینگتن، آلاباما واقع شده‌است. اسکتاوپا ۵۲٫۱۲ متر بالاتر از سطح دریا قرار دارد.